# Loja satélite
Uma loja satélite de um shopping center(centro comercial) é uma loja comum, com menor porte relacionado as lojas âncoras ou as lojas de fast-food e lazer. Em alguns shoppings, quem traz um maior público ao shopping são as lojas âncoras, porém o shopping por completo é mais feito das lojas satélites do que as próprias lojas âncoras.